# Torfowiec Girgensohna
Torfowiec Girgensohna (Sphagnum girgensohnii Russow) – gatunek mchu z rodziny torfowcowatych (Sphagnaceae). Występuje w Europie, Chinach, Nepalu, Indiach, Korei, Japonii, na wschodzie Rosji i na Kaukazie oraz w Ameryce Północnej.

## Rozmieszczenie geograficzne
W Europie jest gatunkiem o szerokim zasięgu. Rozciąga się do Svalbardu na północy (ponad 80°N), po Azory, Hiszpanię, Francję (w tym Korsykę), Włochy (w tym Apeniny), Półwysep Bałkański (w tym Góry Dynarskie, Rumunię i Bułgarię), południowo-zachodnią Rosję i Gruzję na południu. Na zachodzie dochodzi do Azorów i Islandii, na wschodzie do Uralu. W Alpach rośnie do wysokości 2100 m n.p.m. (Szwajcaria).
W Polsce występuje na terenie całego kraju. Na niżu ma rozproszone stanowiska, w północno-wschodniej części kraju spotykany jest dość często. Pospolicie występuje w górach. Najwyżej położone stanowisko znajduje się w Beskidach Zachodnich (1622 m n.p.m.).

## Morfologia i anatomia
PokrójTorfowiec średniego rozmiaru, czasami drobniejszy, najczęściej dość tęgi, sztywny i smukły, tworzący darnie koloru zielonego lub żółtawego, nigdy z czerwonymi przebarwieniami.
GłówkiNajczęściej 5-dzielne, gwiaździste, spłaszczone, z widocznym, dość dużym, acz niezbyt niewyróżniającym się pączkiem wierzchołkowym.
PęczkiLuźne, zwarte, zazwyczaj z trzema, rzadziej czterema gałązkami; dwie gałązki odstające są długie lub bardzo długie – do około 25 mm długości, i zwężają się ku końcowi, poza gałązkami w główce, które są krótsze, węższe u nasady, szersze na szczycie; jedna, rzadziej dwie gałązki zwisające są jasne/blade i cylindryczne w przekroju, z listkami mocno na siebie zachodzącymi.
ŁodyżkiGrube, do 1 mm średnicy, jasnozielone, zielone, brązowawe lub jasnobrązowe, dość tęgie, z dobrze rozwiniętą dwu-, trzy- lub czterowarstwową korą zbudowaną z silnie rozdętych komórek wodnych; cylinder wewnętrzny gruby, bladozielony do bladobrązowego. Na łodyżkach gałązek komórki wodne są dość wyraźne, zazwyczaj rozmieszczone w grupach po dwie lub trzy.
Listki łodyżkoweDo około 1,3 mm długości, szeroko językowate do prostokątnych, często ze zwężeniem w środkowej części, wzniesione i przylegające do łodyżki, z nieregularnie ściętym, szerokim, poszarpanym szczytem, frędzlowanym w środkowej części na szerokości od jednej trzeciej do trzech czwartych listka. Komórki wodne nie mają listewek i porów, rzadko są podzielone.
Listki gałązkoweDość duże, do 1,8 mm długości, szeroko lancetowate, z mocno podwiniętymi krawędziami, przez co sprawiające wrażenie wąsko zwężonych u szczytu. Są gęsto ułożone, zachodzą na siebie, acz wierzchołki nieco odstają. Komórki wodne po stronie grzbietowej listka są mocno wypukłe w przekroju poprzecznym, mają liczne, duże pory wzdłuż ścian komisuralnych; po stronie brzusznej są słabo wypukłe w przekroju poprzecznym i mają duże, okrągłe pory wzdłuż środkowej linii komórki w górnej jednej trzeciej listka. Komórki chlorofilowe w przekroju poprzecznym trójkątne do trapezowych, wyraźnie grubościenne, szeroko otwarte po stronie brzusznej listka i bardzo wąsko lub wąsko otwarte po jego stronie grzbietowej.
Gatunki podobneMoże być mylony z torfowcem Russowa (Sphagnum russowii), torfowcem obłym (Sphagnum teres), torfowcem rdzawym (Sphagnum rubiginosum) i torfowcem frędzlowanym (Sphagnum fimbriatum). W przypadku torfowca Russowa zgubny może być pokrój, zdarzają się bowiem formy zielone tego gatunku (torfowiec Girgensohna nigdy nie będzie miał czerwonego zabarwienia), choć zwykle są one mniejsze i mają mniejszy pączek wierzchołkowy. Wyraźnie różne są także listki łodyżkowe obu tych torfowców. U torfowca Girgensohna są one wyraźnie, szeroko frędzlowane – od jednej trzeciej do trzech czwartych szerokości szczytu, u torfowca Russowa wyszarpane co najwyżej do jednej trzeciej szerokości szczytu. Od torfowca obłego różni się kolorem łodyżki – u S. teres jest jasnobrązowa do ciemnobrązowej, u S. girgensohnii jest bladozielona do bladobrązowej. Ponadto różni je także budowa pęczka. U torfowca obłego pęczek składa się najczęściej z trzech gałązek odstających i dwóch zwisających, podczas gdy u torfowca Girgensohna są dwie gałązki odstające i zazwyczaj jedna zwisająca. Komórki chlorofilowe listków gałązkowych w przekroju poprzecznym u S. teres są otwarte po stronie grzbietowej listka, u S. girgensohni po stronie brzusznej. Od torfowca rdzawego odróżnia go liczba gałązek odstających w pęczku – przeważnie trzy u S. rubiginosum, najczęściej dwie u S. girgensohnii. Oprócz tego, torfowiec rdzawy może mieć czerwone lub brunatne przebarwienia. Torfowiec Girgensohna rzadko wytwarza sporofity, podczas gdy torfowiec rdzawy stosunkowo często. S. girgensohnii może być mylony z S. fimbriatum tylko, jeśli ten drugi nie występuje w formie typowej. Różnią się kształtem listka łodyżkowego, kształtem pączka wierzchołkowego i twardością łodyżki. U torfowca Girgensohna listki łodyżkowe są językowate, najszersze u nasady i mają zwężenie w środkowej części. U torfowca frędzlowanego są krótko łopatkowate, węższe u nasady i rozszerzają się ku górze. Ponadto u torfowca Girgensohna listki łodyżkowe frędzlowane są tylko na samym szczycie, a u torfowca frędzlowanego na całej szerokości górnej krawędzi. S. girgensohnii ma niewyraźnie wykształcony pączek wierzchołkowy, a u S. fimbriatum jest on dobrze zaznaczony. Łodyżki u torfowca Girgensohna są przeważnie sztywne, u torfowca frędzlowanego są najczęściej delikatne i wiotkie.

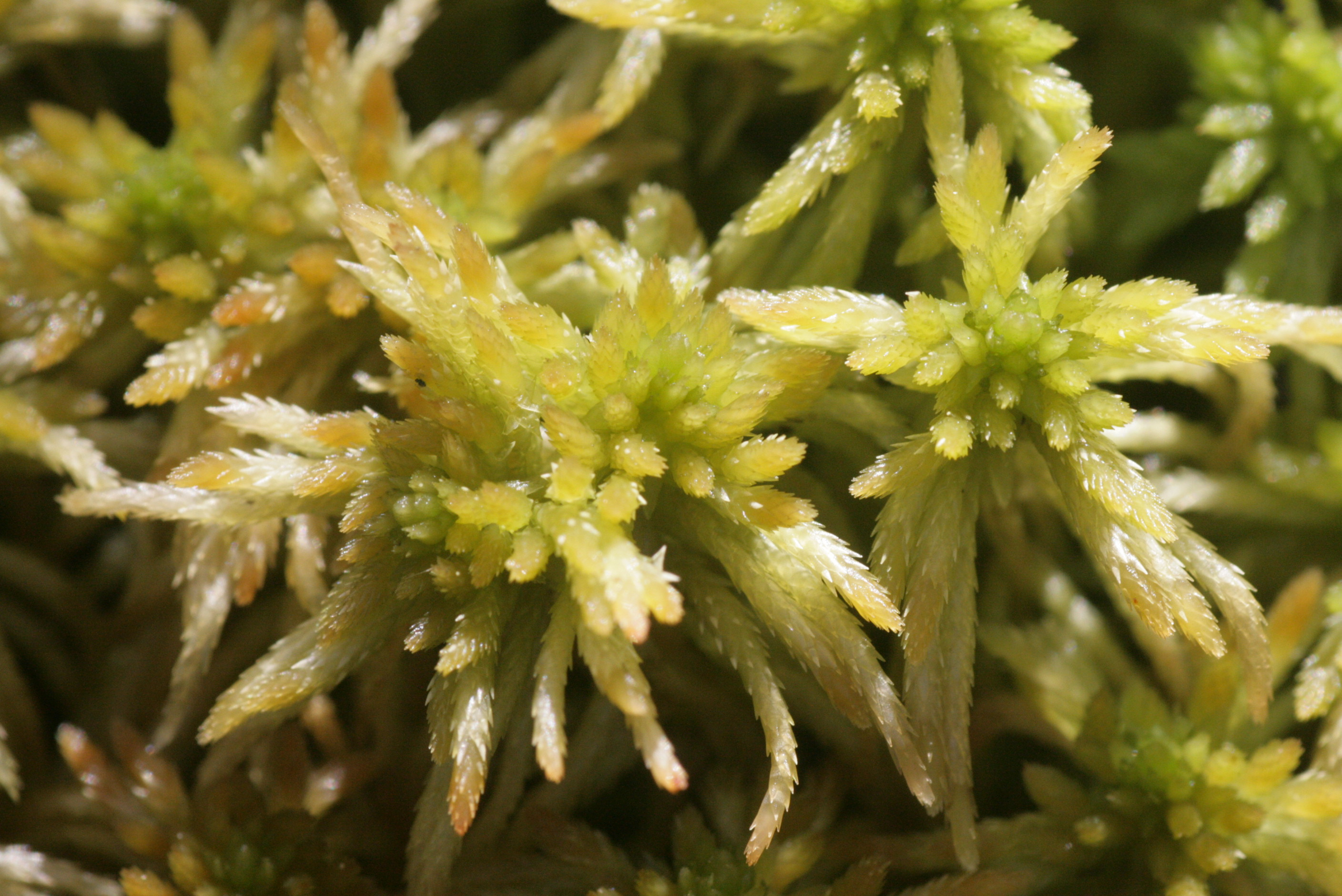
Główki
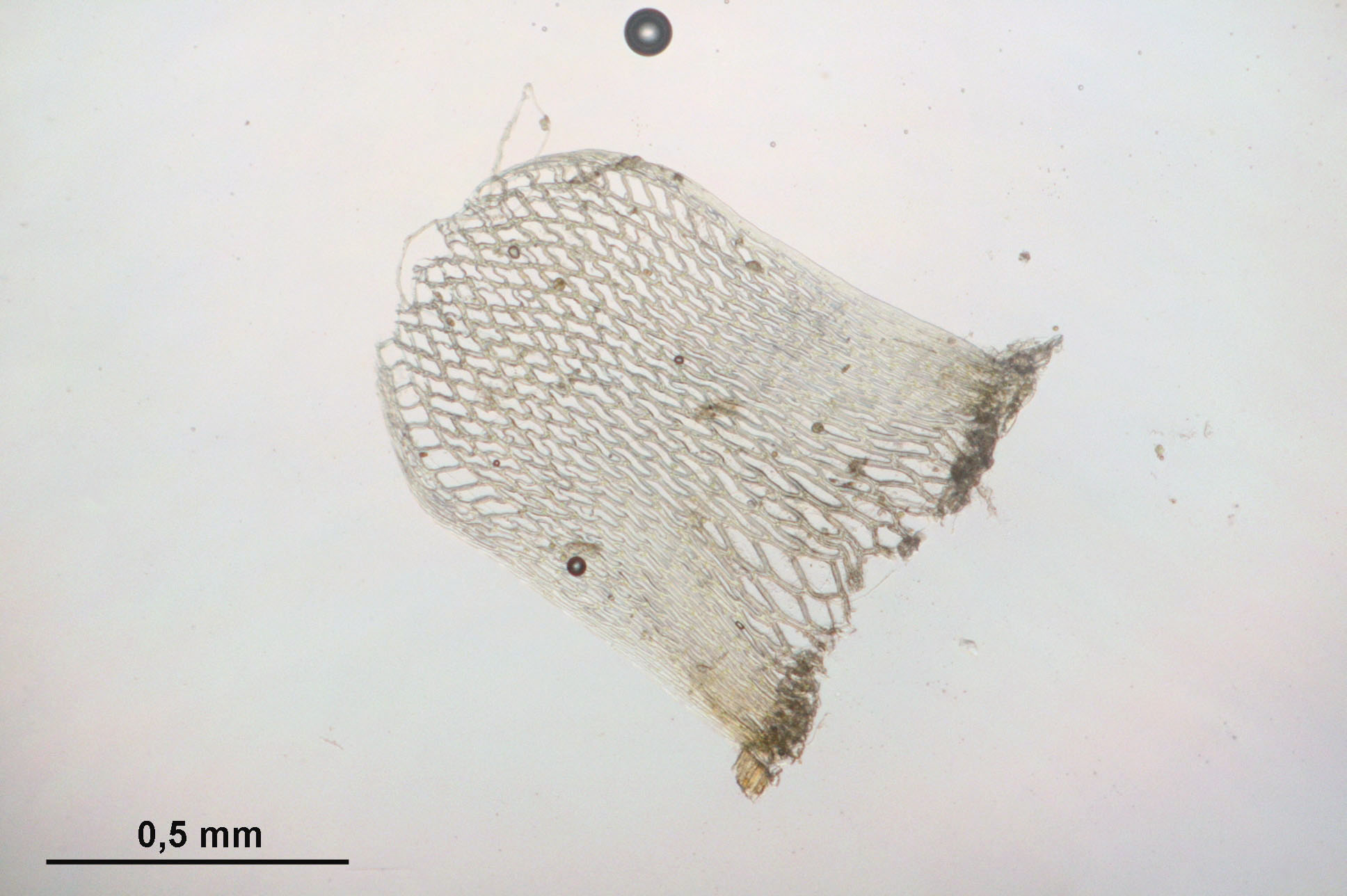
Listek łodyżkowy
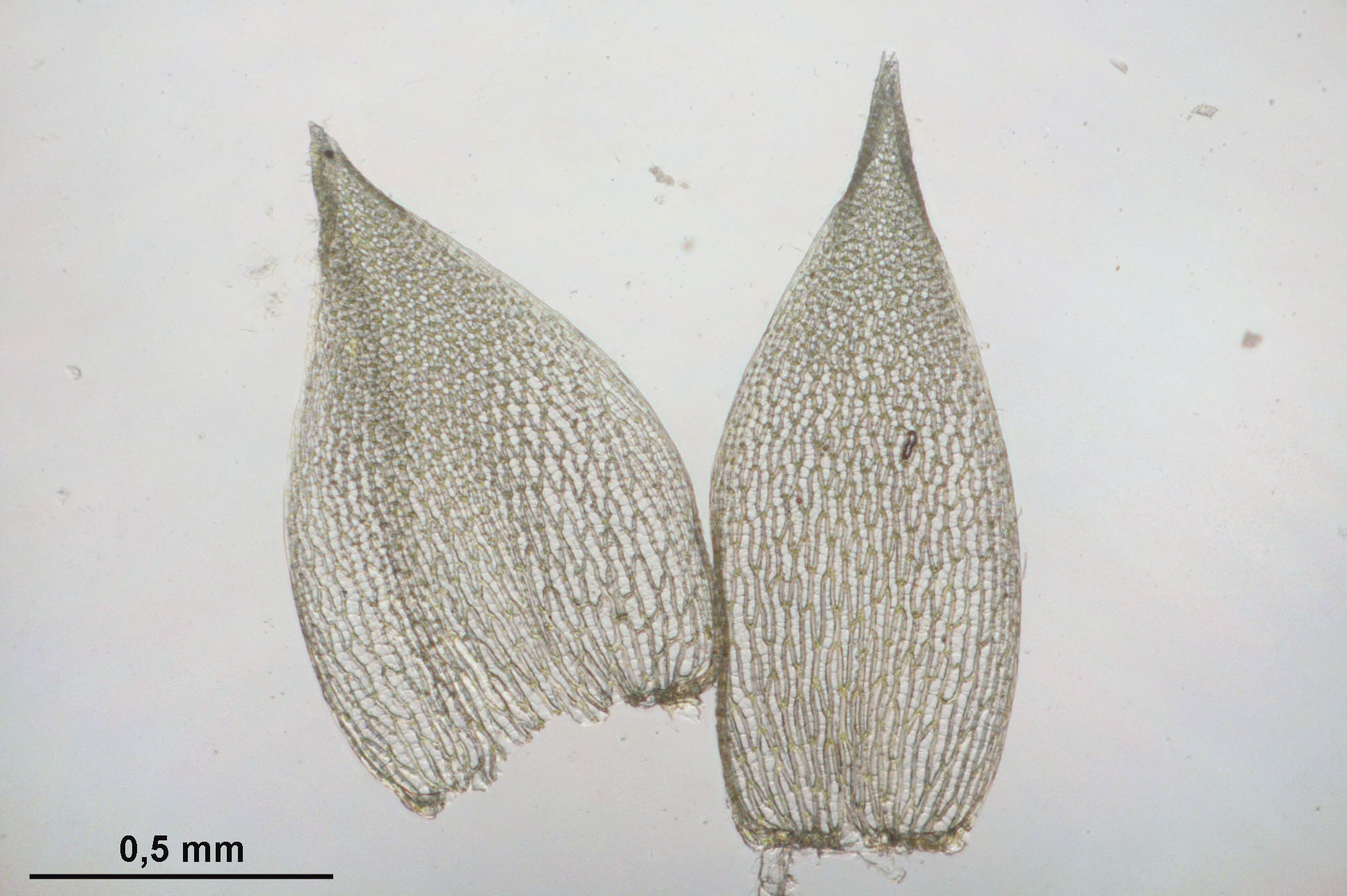
Listki gałązkowe
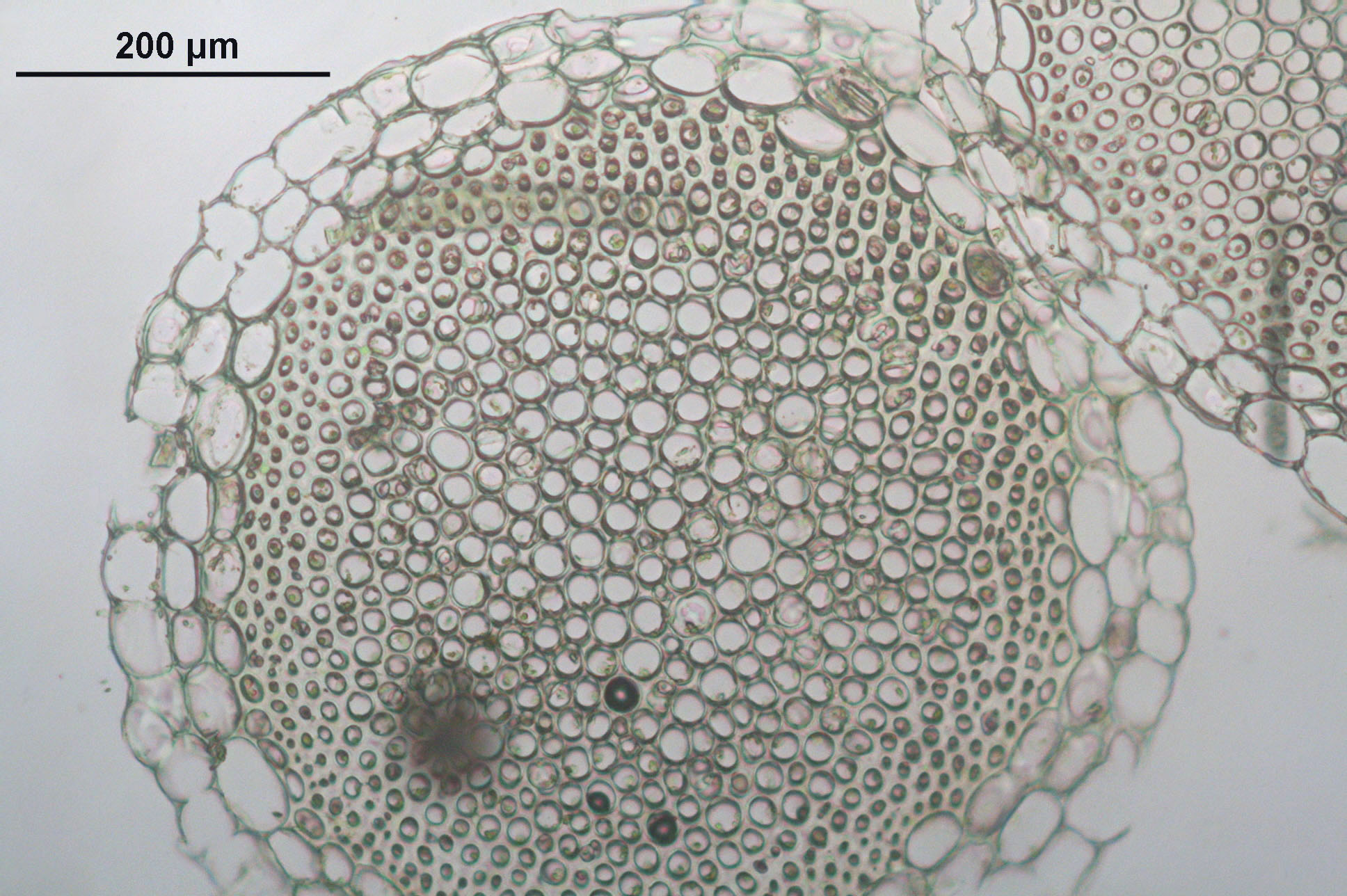
Przekrój poprzeczny przez łodyżkę

## Ekologia i biologia
Jest torfowcem rosnącym głównie w lasach – wilgotnych bądź podmokłych borach i na śródleśnych torfowiskach, niekiedy w innych zbiorowiskach leśnych i zaroślowych o kwaśnym odczynie podłoża. W ekosystemach otwartych jest rzadki, notowany w obszarze górskich borówczysk. W lasach toleruje także siedliska przekształcone przez człowieka – rowy melioracyjne i brzegi stawów. Często występuje razem z torfowcem Russowa, torfowcem środkowym, torfowcem nastroszonym, torfowcem kończystym, torfowcem wąskolistnym oraz torfowcem obłym. W klasyfikacji zbiorowisk roślinnych gatunek charakterystyczny dla związku świerczyn właściwych Vaccinio-Piceion, miejscami także dla zespołu borealnych świerczyn (na torfie) Sphagno girgensohnii-Piceetum oraz dla zespołu boru wilgotnego trzcinnikowego Calamagrostio villosae-Pinetum.

## Ochrona
Gatunek jest objęty w Polsce ochroną od 2001 roku. W latach 2001–2004 podlegał ochronie częściowej, w latach 2004–2014 ochronie ścisłej, a od 2014 roku ponownie objęty jest ochroną częściową, na podstawie Rozporządzenia Ministra Środowiska z dnia 9 października 2014 r. w sprawie ochrony gatunkowej roślin.